# Richard Lesser
Raphael Richard Lesser (* 5. Oktober 1839 in Berlin; † 31. August 1914 in Berlin) war ein deutscher Buchhändler, Verleger, Zeitschriftenchefredakteur und Freimaurer.

## Leben und Wirken
Der Vater Ludwig Lesser war ein jüdischer Bankprokurist in Berlin, der zeitweise auch eine Zeitschrift herausgab, und Mitglied im Vorstand der reformjüdischen Gemeinde und in der bekannten Literatenvereinigung Tunnel über der Spree (mit Theodor Fontane) war, die Mutter Rosette Fabian war die Tochter eines Kaufmanns.
Richard Lesser gründete 1862 eine Buch- , Kunst- und Musikalienhandlung in Vevey in der Schweiz, zu der er bald danach eine Filiale in Lausanne ergänzte. 1867 verkaufte er beide wieder.
Danach gründete er eine Internationale Buchhandlung mit Verlag in Berlin, die er bis 1874 führte. 1876 gründete er die Deutsche Warte für Gesundheitspflege zu Eisenach, die gesundheitsfördernde diätetische Präparate vertrieb, die meist aus natürlichen Bestandteilen, wie Weizenmehl, Hülsenfruchtmehl oder Traubenextrakt zusammengesetzt waren. Diese bestand aber nicht lange, auch, weil einige Mediziner gegen diesen angeblichen Schwindel polemisierten.
1881 gründete Richard Lesser die Zeitschrift Weltpost. Blätter für deutsche Auswanderung, Colonisation und Weltverkehr mit einem dazugehörenden Verlag in Leipzig. 1883 stellte er das Erscheinen ein und verkaufte den Verlag, da er ab 1884 leitender Redakteur der Deutschen Kolonialzeitung, des neuen Organs des Deutschen Kolonialvereins wurde. Diese Tätigkeit endete 1886. Seit 1893 besaß Richard Lesser die Buchhandlung H. Ehlers in Einbeck, mit Leihbibliothek, Papierwarenhandlung und Instrumentenverkauf. Außerdem war er als Grundstücksmakler und Gartenarchitekt tätig.

## Privates und Ehrungen
Richard Lesser war spätestens seit 1880 Freimaurer und blieb dies mindestens bis 1907. 1884 trat er schweren Herzens vom Reformjudentum zur evangelischen Konfession über, da er sich zunehmendem Antisemitismus ausgesetzt sah, auch wegen seiner neuen Tätigkeit für den Deutschen Kolonialverein.
Richard Lesser war mit Rosalie Flatow (1844–1869) verheiratet, die kurz nach der Geburt ihres Sohnes Ludwig Lesser (1869–1957) starb. Dieser wurde der erste freie Gartenarchitekt in Deutschland.
Richard Lesser trug zeitweise den Titel eines Hofbuchhändlers der deutschen Kaiserin Augusta und erhielt die große goldene österreichische Medaille Viribus unitum.

## Publikationen
Herausgeber oder Schriftleiter
- Weltpost. Blätter für deutsche Auswanderung, Colonisation und Weltverkehr, 1881–1883, Dritter Band (1885 fortgesetzt von Richard Oberländer)[9]
- Über's Meer. Taschenbibliothek für Auswanderer, 1.1883–11/12.1885 Band 1, herausgegeben mit Richard Oberländer[10]
- Deutsche Kolonialzeitung, 1884–1886, Schriftleiter

Übersetzer
- Ernst Renan, Spinoza. Festrede zu seiner 200jährigen Todesfeier am 17. Februar 1877, Hartleben, Wien, Pest, Leipzig 1877 Digitalisat